# Hoodia ruschii
Hoodia ruschii là một loài thực vật thuộc họ Asclepiadaceae. Đây là loài đặc hữu của Namibia. Môi trường sống tự nhiên của chúng là vùng nhiều đá và sa mạc lạnh.

## Hình ảnh

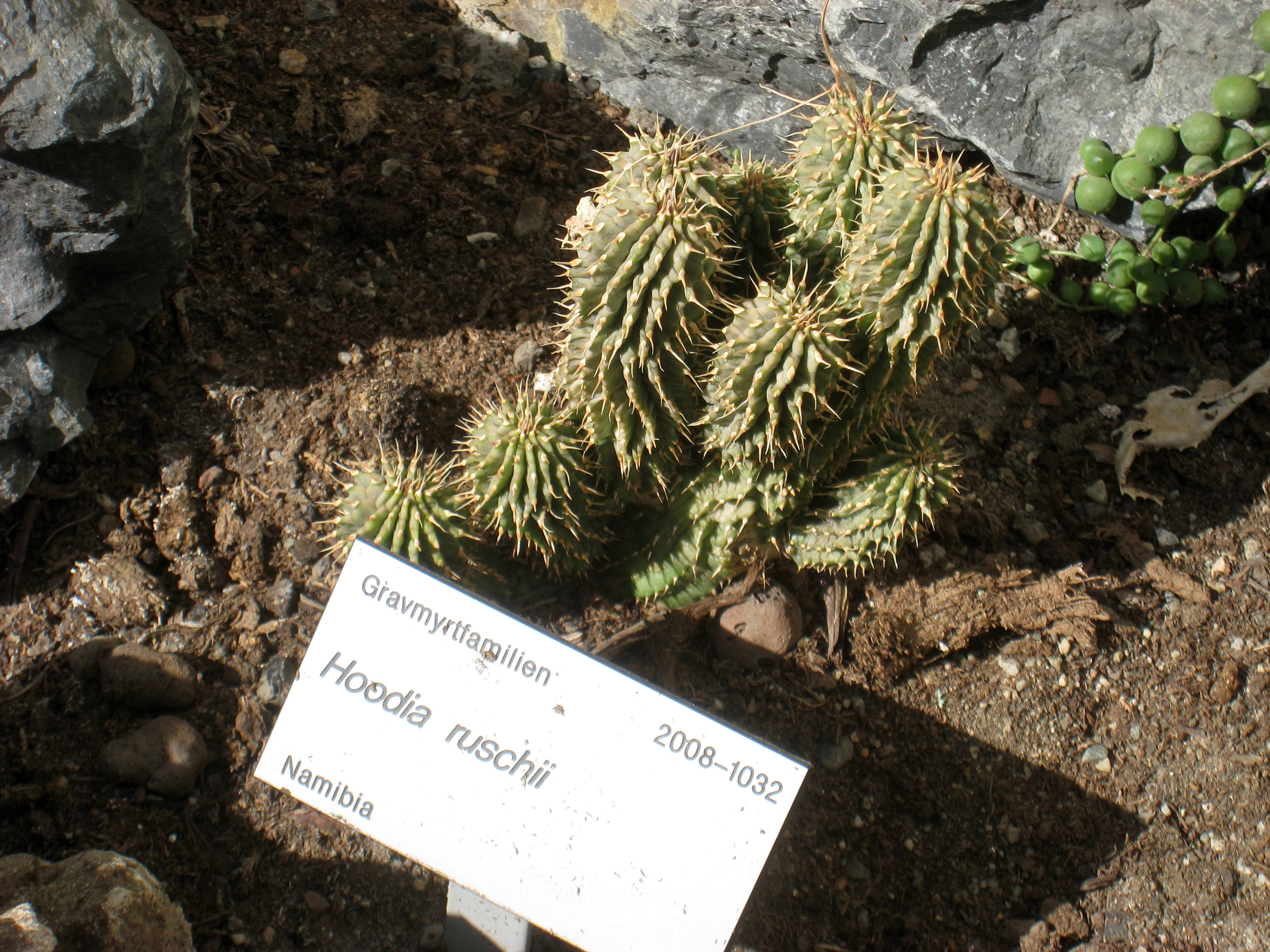